# Gemeentehuis van Ukkel

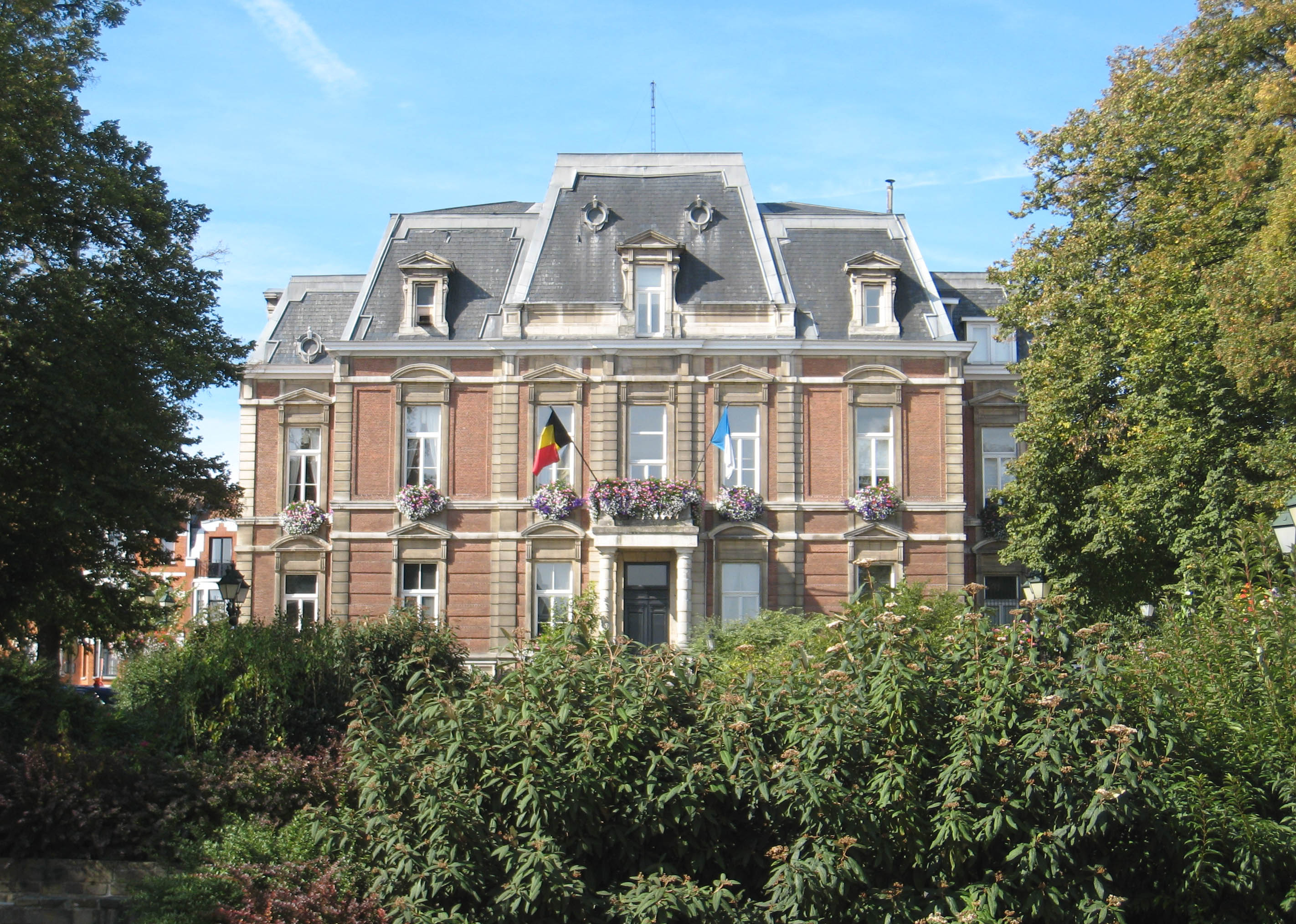
Gemeentehuis van Ukkel

Het gemeentehuis van Ukkel (Frans: Maison communale d'Uccle) is een gebouw in de Belgische gemeente Ukkel in het Brussels Hoofdstedelijk Gewest. Het gebouw staat aan het Jean Vander Elstplein.

## Geschiedenis
In 1795 werd de gemeente Ukkel onder het Franse bewind gevormd, maar men had toen nog geen gemeentehuis. Men vergaderde destijds in de Spijtigen Duivel.
In december 1797 nam men de pastoorswoning van de Sint-Pieterskerk in gebruik als gemeentehuis.
In 1828-1830 werd er een nieuw gemeentehuis aan het Homère Goossensplein gebouwd dat tevens dienstdeed als school.
In 1882 kwam het nieuwe gemeentehuis aan het Jean Vander Elstplein gereed. Het gebouw aan het Homère Goossensplein werd een hotel en werd in 1925 door de gemeente weer aangekocht om er het vredegerecht, het politiecommissariaat en de brandweergarage in te vestigen.

## Gebouw
Het gebouw is opgetrokken in Lodewijk XIII-stijl. 